# ...And Then There Were Three...
| Recensione | Giudizio |
| ---------- | -------- |
| AllMusic   |          |

...And Then There Were Three... è il nono album in studio del gruppo musicale britannico Genesis, pubblicato il 31 marzo 1978 dalla Charisma Records. Si tratta del primo album dopo l'uscita dal gruppo del chitarrista Steve Hackett, e vede perciò per la prima volta i Genesis nella formazione a tre (Tony Banks, Phil Collins e Mike Rutherford) che, per quanto riguarda gli album in studio, restò immutata sino al 1991, con l'album We Can't Dance. 
Trainato dal singolo "Follow You Follow Me" che fu, fino a quel momento, il più grande successo commerciale del gruppo; per il tour promozionale al trio si aggiunsero il chitarrista Daryl Stuermer e il batterista Chester Thompson con date che arrivarono a 100.000 spettatori a serata.

## Storia
Diversamente dal 1975, quando il cantante Peter Gabriel aveva lasciato il gruppo, anzi proprio forti dell'esperienza positiva del seguente A Trick of the Tail, i tre scartarono quasi immediatamente l'idea di rimpiazzare il chitarrista Steve Hackett, da un lato paventando possibili difficoltà a integrare un nuovo elemento stabile in fase compositiva, dall'altro considerando che molte composizioni collettive precedenti erano nate proprio dall'interazione fra loro tre e che pertanto il trio costituiva da quel punto di vista una squadra unita.
Mike Rutherford, fino ad allora principalmente bassista e chitarrista ritmico (soprattutto alla dodici corde), si caricò quindi, da quest'album in poi, di tutte le parti di chitarra dei Genesis in studio, oltre ovviamente a quelle di basso, da sempre sua esclusiva competenza. Dal vivo, condivise i ruoli con Daryl Stuermer (dal 1978 al 1992 e nel Turn It On Again: The Tour del 2007) e con Anthony Drennan (1998).

## Titolo
Il titolo del disco è un verso della filastrocca per bambini Dieci piccoli indiani, i cui protagonisti diminuiscono ad ogni strofa, finché non ne resta nessuno: Four little indians up on a spree / One got fuddled and then there were three... ed è appunto un riferimento al fatto che i Genesis erano rimasti in tre.

## Brani
L'album presenta ridotta la percentuale di composizioni complesse tipiche del passato, in favore di una forma canzone più semplice e d'impatto più immediato e di testi più diretti che fanno riferimenti all'America del vecchio West, della Frontiera e della Corsa all'oro (Ballad of Big, Deep in the Motherlode) o al mondo dei fumetti, sempre statunitensi (Scenes from a Night's Dream, dedicata a Little Nemo). Il brano Down and Out è il ritratto di un ricco discografico e del suo atteggiamento verso gli artisti. Altrove, romantiche ballate introspettive o sentimentali come Undertow e Many Too Many di Banks, o Snowbound di Rutherford.
Chiude l'album Follow You Follow Me, nata in un'improvvisazione di gruppo da un riff di chitarra di Rutherford e con un testo da lui scritto in dieci minuti.

## Singoli
Dall'album furono tratti i singoli Follow You Follow Me, Many Too Many e, nei soli Stati Uniti d'America, Go West Young Man (In the Motherlode) che, sull'album, ha il titolo Deep in the Motherlode.
Follow You Follow Me in particolare rappresentò per il gruppo il primo successo oltreoceano, spingendosi fino alla 23ª posizione della Billboard Hot 100 il 24 giugno 1978, dopo aver raggiunto, nel Regno Unito, il settimo posto della Official Singles Chart il 9 aprile.

## Tour
La tournée del 1978 che seguì la pubblicazione dell'album fu la più imponente intrapresa dai Genesis fino ad allora, per dimensioni dell'impianto scenico, capienza dei luoghi scelti per i concerti e copertura geografica: oltre ad esibirsi di fronte a 100.000 persone al festival di Knebworth a giugno e a totalizzarne 120.000 alla Fête de l'Humanité in Francia a settembre, il gruppo alla fine dell'anno suonò per la prima volta in Giappone.

## Tracce
Lato A
1. Down and Out – 5:25 (Phil Collins, Tony Banks, Mike Rutherford)
2. Undertow – 4:46 (Tony Banks)
3. Ballad of Big – 4:49 (Phil Collins, Tony Banks, Mike Rutherford)
4. Snowbound – 4:29 (Mike Rutherford)
5. Burning Rope – 7:09 (Tony Banks)

Lato B
1. Deep in the Motherlode – 5:13 (Mike Rutherford)
2. Many Too Many – 3:30 (Tony Banks)
3. Scenes from a Night's Dream – 3:29 (Phil Collins, Tony Banks)
4. Say It's All Right Joe – 4:19 (Mike Rutherford)
5. The Lady Lies – 6:05 (Tony Banks)
6. Follow You Follow Me – 3:59 (Mike Rutherford, Phil Collins, Tony Banks)

## Formazione
- Tony Banks – tastiera
- Phil Collins – batteria, voce
- Mike Rutherford – basso, chitarra

## Classifiche
| Classifica (1978) | Posizione massima |
| ----------------- | ----------------- |
| Australia         | 12                |
| Austria           | 17                |
| Canada            | 11                |
| Francia           | 2                 |
| Germania          | 2                 |
| Italia            | 6                 |
| Norvegia          | 7                 |
| Nuova Zelanda     | 10                |
| Paesi Bassi       | 8                 |
| Regno Unito       | 3                 |
| Stati Uniti       | 14                |
| Svezia            | 22                |
| Svizzera          | 3                 |